# War Games (album)
War Games è il terzo album in studio della band heavy metal tedesca Grave Digger, pubblicato nel 1986 dalla Noise Records.

## Tracce
1. Keep On Rockin' – 3:19
2. Heaven Can Wait – 3:33
3. Fire in Your Eyes – 3:44
4. Let Your Heads Roll – 4:06
5. Love Is Breaking My Heart – 4:06
6. Paradise – 4:13
7. (Enola Gay) Drop the Bomb – 3:25
8. Fallout – 4:54
9. Playin' Fools – 3:56
10. The End – 2:31

## Formazione
- Chris Boltendahl - voce
- Peter Masson - chitarra
- C.F. Frank - basso
- Albert Eckhardt - batteria